# ۹۹۳۶ البیرونی
سیارک ۹۹۳۶ البیرونی (به انگلیسی: 9936 Al-Biruni، نامگذاری:1986PN4) نه هزار و نهصد و سی و ششمین سیارک کشف شده‌است که در ۸ اوت ۱۹۸۶ کشف شد.
قدر مطلق سیارک برابر ۶۱.۶ است.
این سیارک به افتخار ابوریحان بیرونی دانشمند ایرانی نام گذاری شده‌است.